# Bryan Carrott
Bryan Carrott is een Amerikaanse jazzvibrafonist en -marimbaspeler.

## Biografie
Hij heeft opgenomen met Butch Morris, Henry Threadgill, Dave Douglas, David 'Fathead' Newman, Ralph Peterson, Steven Kroon, Greg Osby, Tom Harrell, John Lurie en de Lounge Lizards, Jay-Z en anderen. Carrott is universitair docent en coördinator percussie-instructie aan het Five Towns College.

## Discografie
Met Muhal Richard Abrams
- 1995: One Line, Two Views (New World Records)

Met Dave Douglas
- 2001: Witness (RCA Records)

Met David 'Fathead' Newman
- 1996: Under a Woodstock Moon (Kokopelli Records)
- 1999: Chillin' (HighNote Records)
- 2002: Davey Blue (HighNote Records)
- 2003: The Gift (HighNote Records)

Met Greg Osby
- ????: Art Forum (Blue Note Records)

Met Henry Threadgill
- 2001: Everybodys Mouth's a Book (Pi Recordings)

- Gemeinsame Normdatei: 135245818
- International Standard Name Identifier: 0000 0001 1483 3255
- Library of Congress Control Number: no91030358
- Système universitaire de documentation: 158362195
- Virtual International Authority File: 164543853
- WorldCat: E39PBJwdd6qM6tWfKvqv4WMF8C